# Танах-Датар
Танах-Датар (индон. Tanah Datar) — округ в составе провинции Западная Суматра. Административный центр — город Батусанкар.

## География
Площадь округа — 1 336,1 км². На севере граничит с округами Агам и Лима-Пулух-Кота, на востоке — с округом Сиджунджунг, на юге — с округом Солок, а также с территорией муниципалитета Савахлунто, на западе граничит с территорией муниципалитета Паданг-Париаман. Внутри территории округа расположена территория муниципалитета Паданг-Панджанг.

## Население
Согласно переписи 2010 года, на территории округа проживало 338 494 человека.

## Административное деление
Территория округа Танах-Датар административно подразделяется на 14 районов (kecamatan):
| - X Кото - Южный Батипух - Батипух - Парианган - Рамбатан - Лима-Каум - Паданг-Гантинг | - Северное Лунтао-Буо - Лунтао-Буо - Сунгаянг - Сунгай-Тараб - Танджунг-Эмас - Салимпаунг - Танджунг-Бару |